# Charles de Harlez
Charles-Joseph de Harlez de Deulin (født 21. august 1832 i Liège, død 14. juli 1899 i Louvain) var en belgisk Avestaforsker og sinolog. 
de Harlez studerede oprindelig jura og blev 1855 Dr. jur. ved universitetet i Liège, men studerede derefter teologi, lod sig præstevie og helligede sig undervisning og orientalske studier. I 1867 blev han professor i orientalske sprog i Louvain, hvor han virkede til sin død, og hvor han ved sin fine, ædle personlighed og videnskabelige impulser kom til at udøve en vidtrækkende indflydelse. Hans første større værk var en fransk oversættelse af Avesta (3 bind 1875—77), i hvis 2. udgave (1881) han gav en fuldstændig behandling af den avestiske religion, dens oprindelse og udvikling. Han kom derved i skarp modsætning til Darmesteter, med hvem han indvikledes i en heftig polemik. 
Af andre værker om Avesta og Zarathustra kan fremhæves Manuel de la langue de l'Avesta (1878, 2. udgave 1881); Manuel du Pehlevi des livres religieux et historiques de la Perse (1880) samt talrige afhandlinger, deriblandt Des origines du Zoroastrisme (Journal asiatique 1879) og Les Aryas et lear première patrie (Revue de linguistique et de philologie comparée, 1880). Gennem hele sin videnskabelige virksomhed blev han inden for belgisk katolicisme grundlæggeren af en ny religionsvidenskabelig retning med hovedorgan i det af ham selv stiftede tidsskrift Le Muséon (fra 1881). 
de Harlez opgav imidlertid sine avestiske studier og kastede sig over det gamle Kinas religion og kultur. Også på dette område ydede de Harlez flere fortrinlige afhandlinger og oversættelser: Manuel de la langue Mandchoue (1884), Histoire de l'empire de Kin ou empire d'or: Aisin Gurun-I Suduri Bithe (1887), Le Sia Hio ou morale de la jeunesse avec le commentaire de Tcheu-Siueu (1889), Textes tâoïstes traduites des originaux chinois et commentés (1891), Les religions de la Chine. Aperçu historique et critique (1891). Et af hans sidste arbejder var den banebrydende oversættelse af den vanskelige trylle- og formularbog Yi-King (1897), et af de ældste kinesiske skrifter. Sine sidste år studerede og oversatte de Harlez buddhistiske værker.